# Хе Дань Цзя
Хе Дань Цзя (кит. трад.: 河亶甲; піньїнь: He Dan Jia) або Цзянь Цзя — правитель Китаю з династії Шан, брат Вай Женя.

## Правління
Правив упродовж дев'яти років. У перший рік свого правління переніс столицю до міста Сян. У 3-й рік правління Хе Дань Цзя його міністр Пенбо здобув перемогу над Пі, який підбурив повстання проти батька міністра. У 4-й рік правління Хе Дань Цзя здійснив черговий напад на Синіх варварів. У 5-й рік його правління місто Сян захопив Банфан, втім згодом зазнав поразки від міністрів імператора Пенбо й Вейбо. Владу по смерті правителя успадкував його син Цзу Ї.